# Cyrtomium obliquum
Cyrtomium obliquum är en träjonväxtart som beskrevs av Ren-Chang Ching och Shing. Cyrtomium obliquum ingår i släktet Cyrtomium och familjen Dryopteridaceae. Inga underarter finns listade.